# Heinrich Wilhelm Ludwig Romberg
Heinrich Wilhelm Ludwig Romberg (* 28. März 1833 in Bromberg; † 29. Dezember 1906) war ein deutscher Nautiker.

## Leben
Heinrich Wilhelm Ludwig Romberg war das älteste von zehn Kindern des Oberkonsistorialrats Heinrich Romberg und verlebte im Bromberger Pfarrhaus eine glückliche Jugend. Er besuchte das Gymnasium in Bromberg bis zur Obersekunda. Beim Beginn der Revolution im März 1848 begeisterte er sich als 15-jähriger Bursche für die deutsche und freiheitliche Sache und beteiligte sich an der Bewegung gegen die Polen.
Nun von Freiheitsdrang beseelt, schloss Romberg seine Gymnasialausbildung nicht ab, sondern  erlernte trotz Hinweisen auf die damit verbundenen Strapazen den Beruf eines Seemanns. Vergebens heuerte er anfangs bei der deutschen Kriegsmarine an. Im Herbst 1849 wurde er, durch Vermittlung des Dompastors Knippenberg in Bremen, auf dem Vollschiff Herder (1848 gebaut bei Johann Lange) der Reederei D.H.Wätjen & Co als Schiffsjunge angestellt. Er erhielt durch den Kapitän Johann Friedrich von Hagen die Erlaubnis, sich in seiner Freizeit Kenntnisse der theoretischen seemännischen Wissenschaften, Mathematik und Naturwissenschaften anzueignen. Seinen Dienst auf diesem Schiff versah er bis Juni 1854, wobei er u. a. nach Ostindien, Australien und China fuhr. Anschließend arbeitete er bis Mai 1855 auf dem Segelschiff Joseph Heyden als Walfänger in der Südsee.
1855–57 absolvierte Romberg mit gutem Erfolg die Seefahrtschule in Bremen und begann dann auf den Rat des Direktors Dr. Breusing seine Ausbildung zum Navigationslehrer mittels eines viersemestrigen Studiums an der Technischen Hochschule in Hannover und an der Universität Berlin. Im August 1859 erlangte er in Jena die Doktorwürde und wurde noch im gleichen Jahr Lehrer an der Seefahrtschule in Bremen. Diese Position übte er bis 1892 aus, woraufhin er bis zum 1. Dezember 1897 als Direktor derselben Bildungsinstitution fungierte.
Romberg war auch literarisch tätig. Er sandte für jugendliche Leser gedachte anschauliche Berichte über seine Seereisen als Schiffsjunge an Zeitschriften ein. Im Jahr 1850 wurde Romberg während einer Seereise Zeuge einer Witwenverbrennung auf der Insel Bali und verarbeitete dies anonymisiert in einer 1868 veröffentlichten literarischen Publikation.
Während des Deutsch-Französischen Kriegs 1870/71 wurde er Militärberichterstatter der Weserzeitung. Auch kommentierte er ständig die Entwicklung der deutschen Seefahrt in diversen Blättern. Ferner veröffentlichte er die Schrift Das Straßenrecht auf See (Bremen 1870), in der sich sein Interesse für seerechtliche Fragen zeigt. Dies trug 1877 zu seiner Ernennung zum Reichskommissar für das Seeamt Bremerhaven bei, in welcher Funktion er viel Anerkennung fand, so dass er kurz danach Vertreter Bremens in der Technischen Kommission für Seeschifffahrt wurde. 1897 pensioniert, widmete er sich in seinen letzten Lebensjahren der Niederschrift seiner Memoiren sowie philologischen Studien. Er starb Ende 1906 im Alter von 73 Jahren.

## Familie
Romberg war mit Elisabeth (* 1841; † 1872), einer Tochter des Reeders Franz Tecklenborg (* 1807; † 1886), verheiratet und hatte mit ihr zwei Kinder.
Sein 11 Jahre jüngerer Bruder Otto Romberg war Kapitän und hatte bis 1892 das Kommando über die Viermastbark Richard Wagner, die 1886 auf der Joh. C. Tecklenborg Werft gebaut wurde. Das Schiff war im Eigentum der Witwe des Reeders Franz Tecklenborg und seiner Tochter Emma (* 1835; † 1922). Dieser Sachverhalt unterstreicht die Verbindung zwischen den Familien Tecklenborg und Romberg.